# أعزائي الفتيان
اعزائي الفتيان (باليابانية: ディア・ボーイズ، بالروماجي: Dia Bōizu) (بالإنجليزية: dear Boys)‏ سلسلة مانغا رياضية يابانية، وتدور حول فريق لعبة كرة السلة بمدرسة ميزوهو الثانوية. 

## القصة
أيكوا كازوهيكو هو كابتن فريق مدرسة تندوجي الثانوية لكرة السلة والمعروف بالفريق الفائز دوما، انتقل إلى مدينة أخرى للالتحاق بمدرسة ميزوهو الثانوية ولينظم لفريق السلة بها. ولكنه يصدم بأن الفريق قد توقف عن اللعب وكان ينقص الفريق لاعب واحد ولا يوجد إلا فريق للبنات فقط.
ولكن بفضل أيكوا أصبح الفريق من أفضل الفرق المشاركة في البطولة، وأن أيكوا هو الذي رفع روح الفريق المعنوية وأخرج طاقاتهم المخزونة لديهم.

## وصلات خارجية
- أعزائي الفتيان على موقع ANN manga (الإنجليزية)